# Luckner Lazard
Luckner Lazard o Lucner Lazard (* 7 de julio de 1928 - 15 de mayo de 1998) fue un pintor, ilustrador y escultor de Haití. 

## Datos biográficos
Nacido en la capital Puerto Príncipe, Lazard estudió durante cinco años en el Centre d'Art antes de recibir una beca el año 1951 para estudiar en París. El año 1956, fundó la Brochette Gallery (Galería Brocheta) en Haití y se estableció en los Estados Unidos. 
Las obras de Lazard han sido expuestas en Europa, el Caribe, Norteamérica y Brasil. Algunas de las salas de exposiciones en las que ha presentado su obra son el Instituto de Francia en México, la Zegri Gallery de Nueva York y, en 1976, el Paul Robeson Multimedia Center en Washington D. C.